# Beryslavskyi (huyện)
Huyện Beryslavskyi (tiếng Ukraina: Бериславський район, chuyển tự: Beryslavskyis’kyi raion) là một huyện của tỉnh Kherson thuộc Ukraina. Huyện Beryslavskyi có diện tích 1721 kilômét vuông, dân số theo điều tra dân số ngày 5 tháng 12 năm 2001 là 55915 người với mật độ 32 người/km2. Trung tâm huyện nằm ở Beryslav.